# تصبح على خير (فلم)
تصبح على خير هو فيلم مصري كوميدي عرض في عام 2017. من بطولة تامر حسني ونور ودرة ومي عمر، تأليف وإخراج محمد سامي.
تاريخ عرض الفيلم يوافق عيد الفطر لسنة 1438 هـ.

## قصة الفيلم
في إطار كوميدي رومانسي تشويقي، تدور قصة الفيلم، في إطار مُختلف عن مهندس ناجح وثري يدعى حسام الخديوي، ولكنه يعاني في الآونة الأخيرة من مشاكل في حياته الطبيعية فيلجأ إلي حياة بديلة من خلال جهاز جديد يُدخله في عالم الأحلام.

## طاقم التمثيل
- تامر حسني: (حسام الخديوي/ جمال اللالي)
- نور: (عايدة)
- درة: (عائشة / حنان)
- مي عمر: (سجى/ ندى)
- محمود البزاوي: (صلاح عنبة / عصام أبو نورا)
- بدرية طلبة (ضيفة شرف)
- لميس كان (غناء ورقص)

## طاقم العمل
- محمد سامي (مخرج)
- محمد عبد السلام (مخرج منفذ)
- محمد سامي (سيناريو وحوار)
- احمد فهيم (مدير التصوير)
- غادة عز الدين (مونتير)
- طارق علوش (مكساج)
- محمد الدالي (مهندس الصوت)
- تالنت ميديا برودكشن (منتج)
- وليد منصور (منتج)
- الإخوة المتحدين (الإخوة المتحدين للسينما) (موزع داخلي)
- فالكون فيلم (موزع خارجي)
- عبير الأنصاري (استايلست)
- عادل حقي (الموسيقى التصويرية)
- سامر الجمال (مهندس الديكور)

## روابط خارجية
- مقالات تستعمل روابط فنية بلا صلة مع ويكي بيانات